# مک‌آلیسترویل (پنسیلوانیا)
مک‌آلیسترویل (به انگلیسی: McAlisterville) یک منطقهٔ مسکونی در ایالات متحده آمریکا است که در شهرستان جونیاتا، پنسیلوانیا واقع شده‌است. مک‌آلیسترویل ۲٫۴ کیلومتر مربع مساحت و ۹۷۱ نفر جمعیت دارد و ۱۹۳٫۸۶ متر بالاتر از سطح دریا واقع شده‌است.